# Поезд на Париж
«Поезд на Париж» (англ. The 15:17 to Paris) — американский драматический фильм с элементами триллера режиссёра Клинта Иствуда, основанный на автобиографии Джеффри Е. Стерна, Спенсера Стоуна, Энтони Сэдлера и Алека Скарлатоса под названием «The 15:17 to Paris: The True Story of a Terrorist, a Train, and Three American Heroes».
Премьера в США состоялась 9 февраля 2018 года.
Фильм рассказывает о террористической атаке, которая произошла 21 августа 2015 года в поезде.

## В ролях
- Спенсер Стоун[англ.] — играет самого себя[8]
  - Коул Ишенбергер — маленький Спенсер[8]
- Энтони Сэдлер[англ.] — играет самого себя[8]
  - Пол-Микель Уильямс — маленький Энтони[8]
- Алек Скарлатос[англ.] — играет самого себя[8]
  - Брайс Гейзар — маленький Алекс[8]
- Марк Мугалян — играет самого себя [9]
- Изабель Мугалян — играет сама себя
- Джуди Грир — Джойс Эскель, независимая и яростно настроенная религиозная мать-одиночка Спенсера Стоуна[10]
- Дженна Фишер — Хайди Скарлатос[8]
- Рэй Корасани — Айуб Эль-Хазани[8]
- Тони Хейл — учитель гимнастики[11]
- Томас Леннон — директор школы[11]
- Синква Уоллс[12]
- Виктория Сир — VIP гость
- Пи Джей Бирн — мистер Генри
- Джэлил Уайт — Гарретт Уолден
- Роберт Пралго — мистер Скарлатос

## Критика
Фильм получил в основном негативные отзывы кинокритиков. На сайте Rotten Tomatoes фильм имеет рейтинг 24 % на основе 152 рецензий со средним баллом 4,2 из 10. На сайте Metacritic фильм имеет оценку 45 из 100 на основе 36 рецензий критиков, что соответствует статусу «смешанные или средние отзывы». На сайте CinemaScore зрители дали фильму оценку B- по шкале от A+ до F.